# 陶元溥
陶元溥（越南语：／；1861年—1908年），原名陶文邁，越南阮朝官員，东京义塾运动领袖之一。

## 生平
嗣德十四年（1861年），陶元溥出生在南定省太平府瓊瑰縣同真總上泮社（今太平省琼附县琼黄社上泮村）。建福元年（1884年），在甲申科鄉試中考中舉人。初任三农县训导，后升武江县知县。
成泰七年（1895年），陶元溥辞官，入顺化国子监读书。成泰十年（1898年），考中庭試第二甲進士出身，是為該科第一名。後任承旨報館主筆。
成泰十四年（1902年），陶元溥再度辞官，回到河内创办《登鼓叢報》，宣傳維新理念。維新元年（1907年），陶元溥與梁文玕、阮權一起創辦了東京義塾，但學校隨即被殖民政府關閉。次年（1908年）三月，河內發生針對殖民政府的河城投毒事件。殖民政府認為此事與東京義塾領袖有關，對陶元溥等人展開追捕。陶元溥為了避免被捕，自殺身亡，享年四十八歲。